# Asperdaphne versivestita
Asperdaphne versivestita é uma espécie de gastrópode do gênero Asperdaphne, pertencente a família Raphitomidae.